# Anna Wilson (bordellägare)
Anna Wilson, född 1835, död 1911, var en amerikansk bordellägare, känd från Vilda Västerns legendflora. Hon drev en berömd bordell i Omaha, Nebraska från cirka 1870. Hennes bordell ansågs vara den första riktiga bordellen i Omaha och beskrivs som en herrgårdsliknande byggnad med 25 rum: hon donerade den vid sin död till staden, som omvandlade den till Omaha Emergency Hospital. Hon betraktas som en av Omahas nybyggarpionjärer. 